# Gare de Landry
La gare de Landry est une gare ferroviaire française de la ligne de Saint-Pierre-d'Albigny à Bourg-Saint-Maurice, située sur le territoire de la commune de Landry dans le département de la Savoie, en région Auvergne-Rhône-Alpes. Elle dessert notamment les stations de ski de Peisey-Vallandry et Montchavin-les Coches.
Elle est mise en service en 1913 par la Compagnie des chemins de fer de Paris à Lyon et à la Méditerranée (PLM).
C'est une gare SNCF desservie toute l'année par des trains TER Auvergne-Rhône-Alpes, et en saison d'hiver, elle devient une gare internationale desservie par des TGV et Eurostar.

## Situation ferroviaire
Établie à 743 mètres d'altitude, la gare de Landry est située au point kilométrique (PK) 73,935 de la ligne de Saint-Pierre-d'Albigny à Bourg-Saint-Maurice, entre les gares ouvertes d'Aime-La Plagne et de Bourg-Saint-Maurice.
Elle dispose de deux voies : la voie unique principale et une voie d'évitement pour le croisement des rames.

## Histoire
La gare de Landry est mise en service le 20 novembre 1913 par la Compagnie des chemins de fer de Paris à Lyon et à la Méditerranée (PLM), lorsqu'elle ouvre à l'exploitation la section de Moûtiers - Salins - Brides-les-Bains à Bourg-Saint-Maurice.

## Service des voyageurs

### Accueil
Gare SNCF, elle dispose d'un bâtiment voyageurs, avec guichet et salle d'attente, ouvert uniquement pendant la saison hivernale.

### Desserte
La gare de Landry est desservie par des rames TER Auvergne-Rhône-Alpes sur les relations :
- Aix-les-Bains-Le Revard ↔ Chambéry - Challes-les-Eaux ↔ Albertville ↔ Moûtiers - Salins - Brides-les-Bains ↔ Bourg-Saint-Maurice[3]
- Lyon-Part-Dieu ↔ Chambéry - Challes-les-Eaux ↔ Albertville ↔ Moûtiers - Salins - Brides-les-Bains ↔ Bourg-Saint-Maurice (uniquement les samedis en saison hivernale)[4].

En hiver, elle devient une grande gare pour la desserte des stations de ski environnantes, dont notamment Peisey-Vallandry et Montchavin-les Coches. Cette desserte est assurée  par :
- Les TGV inOui sur les relations :
  - Paris-Gare-de-Lyon ↔ Chambéry - Challes-les-Eaux ↔ Albertville ↔ Moûtiers - Salins - Brides-les-Bains ↔ Bourg-Saint-Maurice (circule également en été)
  - Lille-Flandres ↔ Chambéry - Challes-les-Eaux ↔ Albertville ↔ Moûtiers - Salins - Brides-les-Bains ↔ Bourg-Saint-Maurice
- Les rames Eurostar (ex-Thalys) sur la relation Amsterdam / Bruxelles-Midi / Lille-Europe (correspondance spécifique avec Londres) ↔ Moûtiers - Salins - Brides-les-Bains ↔ Bourg-Saint-Maurice

Trains à Landry
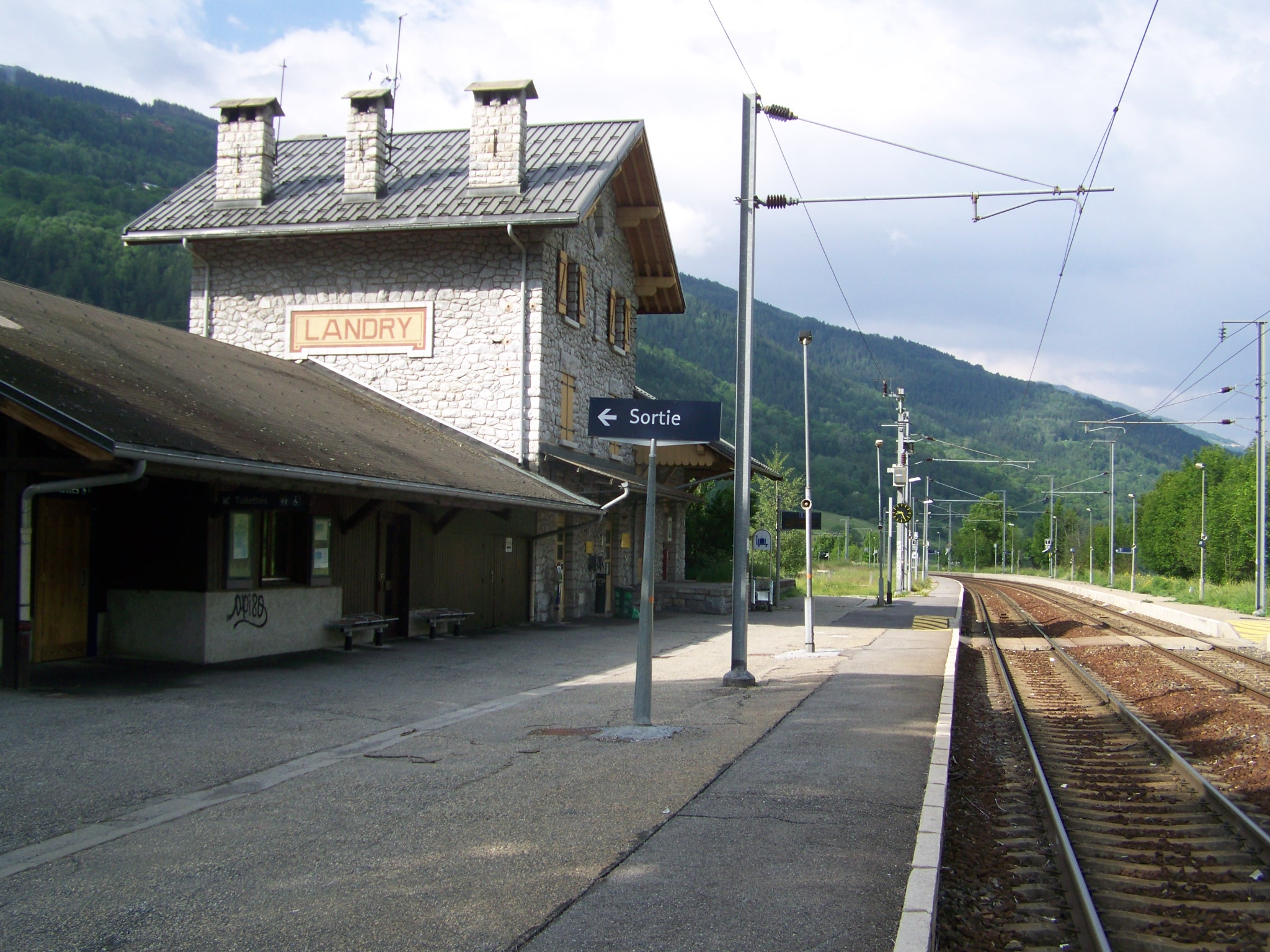
Quais et voies de la gare. La voie principale est à gauche.
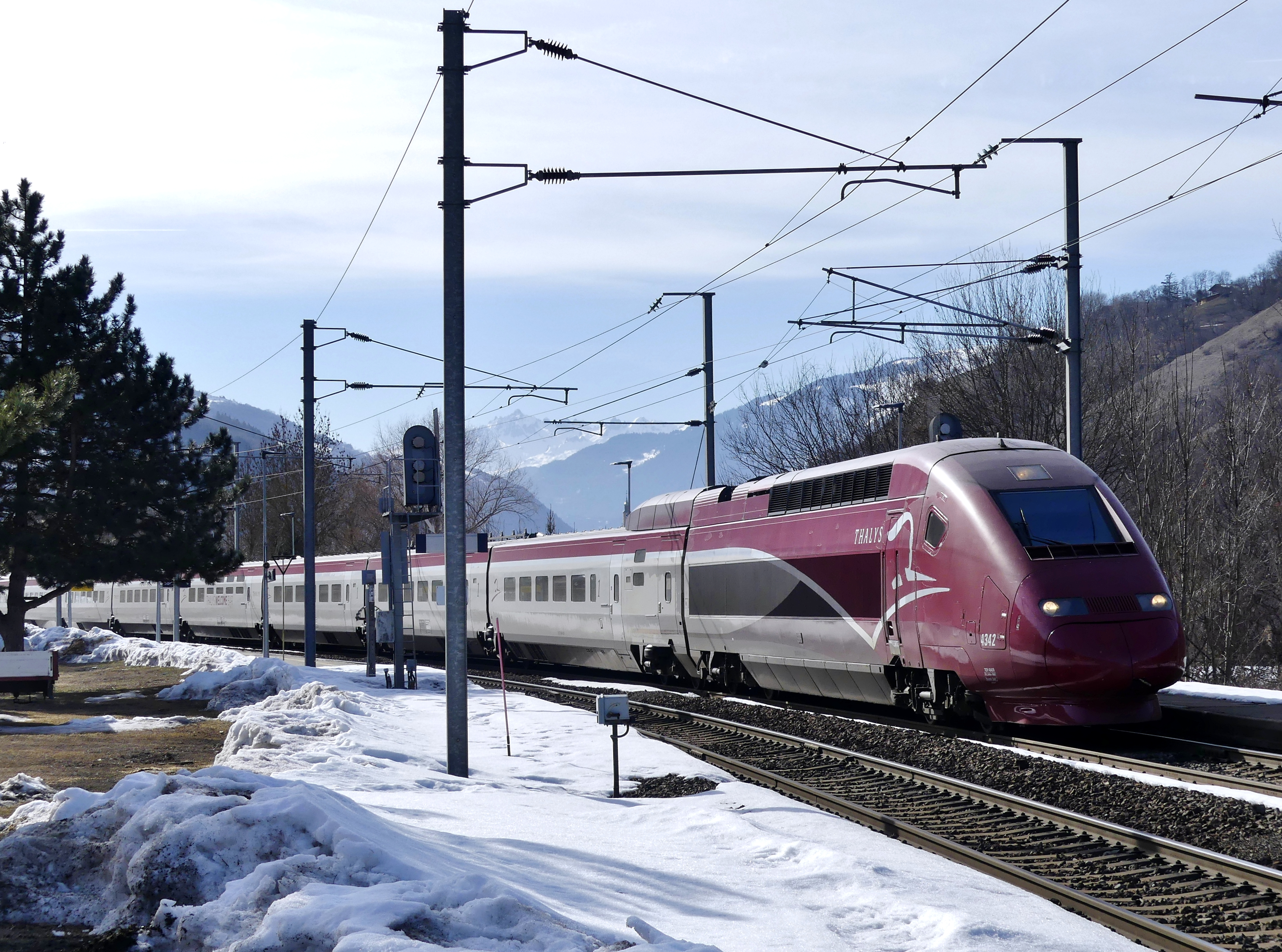
Rame TGV Thalys effectuant la liaison Amsterdam – Bourg-Saint-Maurice.
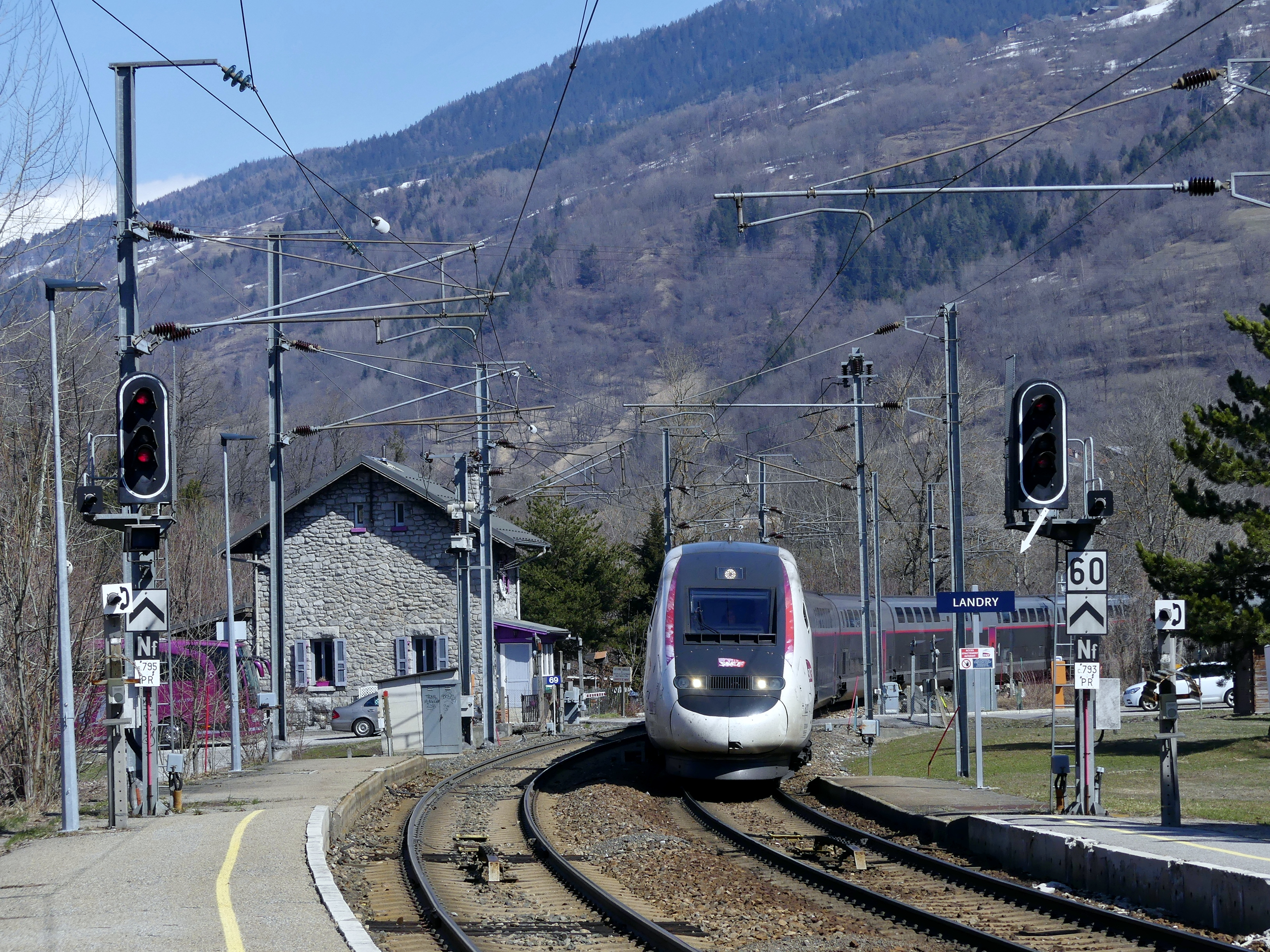
Rame TGV assurant la relation Bourg-Saint-Maurice – Paris-Gare-de-Lyon.
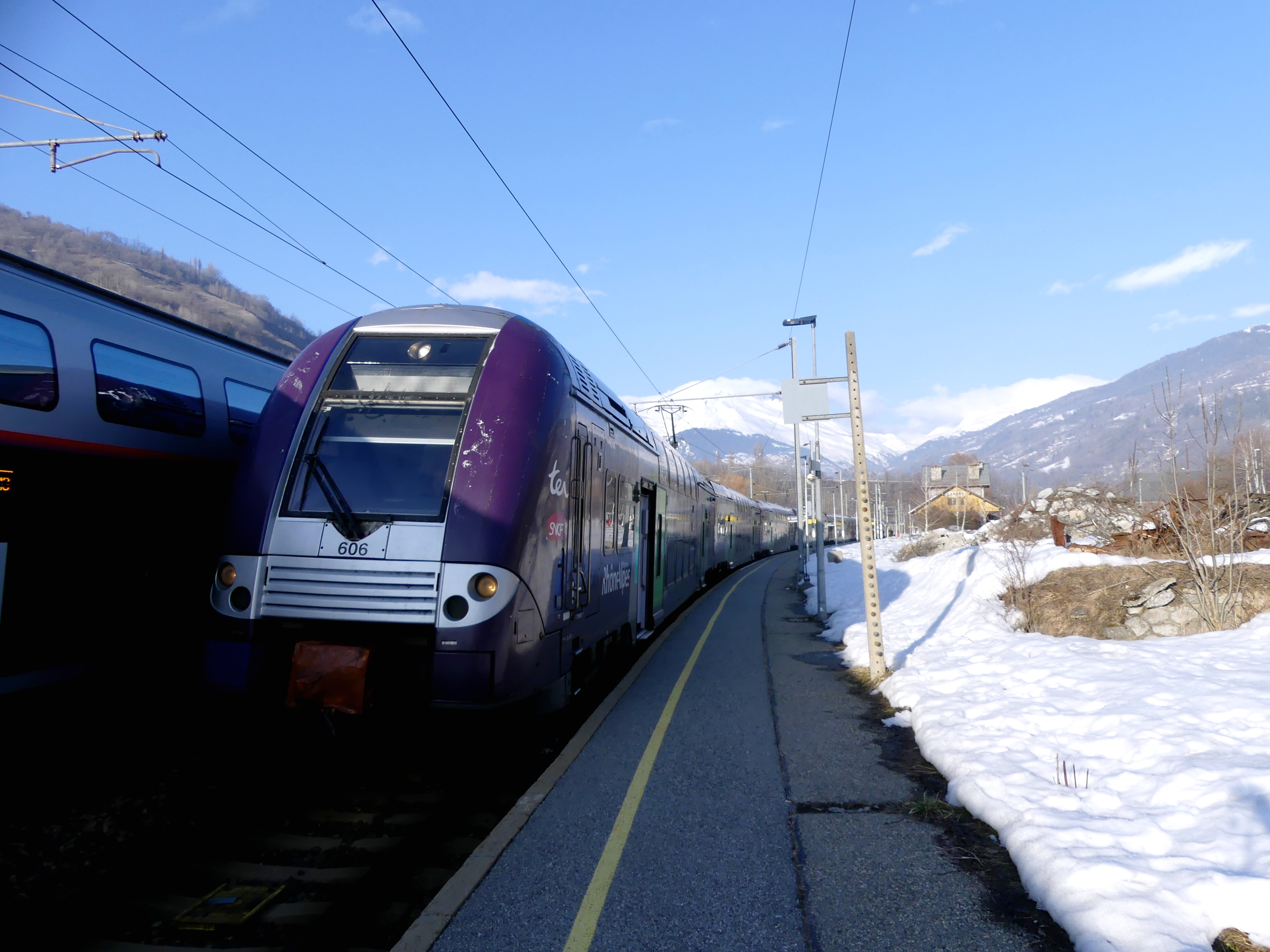
Automotrice TER (Z 24500) sur la voie d'évitement de la gare.

### Intermodalité
Un parc pour les vélos et un parking pour les véhicules y sont aménagés.